# Aparasphenodon
Aparasphenodon és un gènere de granotes de la família dels hílids que es troba al sud-est del Brasil, la conca del riu Orinoco, Veneçuela i Colòmbia.

## Taxonomia
| Nom binomial               | Autor                   |
| -------------------------- | ----------------------- |
| Aparasphenodon bokermanni  | (Pombal, 1993)          |
| Aparasphenodon brunoi      | (Miranda-Ribeiro, 1920) |
| Aparasphenodon venezolanus | (Mertens, 1950)         |